# Ricardo Peña Barrenechea
Ricardo Peña Barrenechea (Lima, 1896 - id. 29 de julio de 1939) fue un poeta y dramaturgo peruano. De tendencia vanguardista, perteneció a la Generación del 30 (Perú), al lado de su hermano Enrique Peña Barrenechea, Martín Adán, Emilio Adolfo Westphalen, César Moro y Carlos Oquendo de Amat.

## Biografía
Fue hijo de Estanislao S. Peña y Fidelia Barrenechea, y hermano de Enrique Peña Barrenechea, otro destacado poeta.
Estudió en el Colegio de la Inmaculada, de los padres jesuitas; pero fue bajo la dirección de los agustinos cuando brotó su afición a la música y el dibujo. Ingresó a la Universidad Mayor de San Marcos, donde estudió Derecho. Se graduó de bachiller en 1924 y se recibió como abogado. Ese mismo año publicó su primer poemario, titulado Floración.
Alternó el ejercicio de su profesión con la docencia, como profesor de literatura en colegios particulares. También se desempeñó como redactor del diario de debates del Senado.
Dejó la abogacía al ser nombrado secretario de la Corte Superior de Lima. En 1933 viajó a Río de Janeiro como secretario de la misión diplomática encargada de negociar la solución del conflicto peruano-colombiano derivado del incidente de Leticia. Gobernaba entonces en el Perú el general Óscar R. Benavides.
De vuelta al Perú en 1934, reanudó su profesión de abogado. También incursionó en la pintura y hasta participó en una exposición realizada en Valparaíso, Chile, a fines de 1935. Unos años después fue promovido a una judicatura en Chachapoyas, donde se enfermó de neumonía. Regresó entonces a Lima para atender su curación, pero falleció en 1939, a la temprana edad de 43 años.

## Obras

### Poesía
En vida publicó unos cuantos poemarios, muy breves.
- Floración (Lima, 1924), poesías románticas.
- Eclipse de una tarde gongorina y burla de don Luis de Góngora (Lima, 1932), su obra más madura y sobresaliente, orientada hacia el surrealismo.
- Discurso de los amantes que vuelven (Río de Janeiro, 1934)
- Romancero de las sierras (Amazonas, 1938), romances nacidos de su curiosidad y su amor por la naturaleza.
- Cántico lineal (póstumo, Lima, 1943), reúne diversos poemas intimistas escritos desde los años 1920 hasta poco antes de su muerte.

Ricardo González Vigil, estudioso de la obra del poeta, informó de la existencia de cinco poemarios inéditos: 
- Gracia y diseño de la horas (1923-1925).
- Camino de sol (1924-1926)
- La torre del mar y la higuerita (1924-1925)
- Canción en prosa para los Reyes (1928)
- Gozo y pérdida del cielo (1927-1929).

En el 2005 fue publicada en dos tomos su Obra Poética Completa, con edición, prólogo y notas de Ricardo Silva-Santisteban (Lima, Pontificia Universidad Católica del Perú, Colección El Manantial Oculto).

### Teatro
- Bandolero niño, "comedia dramática en cuatro jornadas", que exalta la figura del célebre bandido Luis Pardo (publicada en la revista 3: N.º 2, pp. 1849; Lima, VIII-1939).

Se sabe de la existencia de otras piezas dramáticas de su autoría, que permanecen inéditas

## Eclipse de una tarde gongorina
El río empuja la mañana.

Sobre cristal de verde roca
 
su piel morena de avellana.

El sol detrás del laberinto.

Yo vi llover junto a mi boca

sus ojos de agua de corinto.

En piel de espejos de aceituna
 
se acuesta el cielo como un niño,
 
navega el pájaro de luna.

Mares de azules maravillas.

Del negro helor de su corpiño
 
nacen estrellas amarillas.

Niña de holanda vaporosa.

Rodaja ayer de un claro sueño

hoy carne y pies de mariposa.

En noches de asías bandolinas

colma su carne marfileña

mis soledades submarinas.

Siéntola azul y verde espuma
 
si en sus axilas mi cabeza

se aduerme clara leve pluma.

Es todo rojo el ojo nilo

cuando resbala por mi espalda
 
a lengua y flor de cocodrilo.

## Opiniones de los críticos
Ricardo Peña es, en nuestra literatura, una figura ejemplar, así por austera y generosa. Su poesía, que nunca se apartó de estrechos caminos de perfección, mantuvo en su largo discurso, sin decaimiento y sin apuro, la ternura de la primera despedida y la esperanza de la llegada gozosa. Poeta, verdadero y grande poeta, pudo ser versificador para solo representar y aquilatar su poesía.
Martín Adán

Eclipse de una tarde gongorina y Burla de don Luis de Góngora permitió ubicar a Ricardo Peña Barrenechea como uno de los poetas vanguardistas del Perú. Barroquismo y vanguardia son las dos constantes de este precioso libro publicado en 1932. Versos y metáforas de un sabor hispano occidental, acaso de una fantasía que se desborda de un puro lirismo, de un regusto por la invención…. Peña Barrenechea es un mago de la palabra alquimista, un poeta de gracia divina y un decidor de realidad puramente ficticias.
César Toro Montalvo

Poeta lírico de suavísima voz, buscador de delicados matices, dueño de un lenguaje puro que podríamos llamar becqueriano, si sobre él no se observara la huella nada avasallante de Juan Ramón Jiménez, fue Ricardo Peña Barrenechea...
Luis Alberto Sánchez